# هفته پرماجرا
هفته پرماجرا یک مجموعه تلویزیونی محصول سال ۱۳۷۲ به کارگردانی عباس زارعیان، فریدون فکوری،  می‌باشد که از برنامه «سیمای خانواده» شبکه یک پخش شد.

## بازیگران
- فریبا حیدری
- عباس زارعیان
- خسرو احمدی
- آزاده خورشید دوست
- ماندانا اصلانی
- مهناز شیرازی
- بهرام علیان
- مهوش وقاری
- صدیقه کیانفر
- عزت الله رمضانی فر
- ملیحه نظری
- محمدحسین غمخوار
- شیما علیان
- فاطمه طاهری
- حمید دلشکیب
- روح الله مفیدی